# Бирчанская Слобода
Бирчанская Слобода (бел. Бірчанская Слабада) — деревня в Дворецком сельсовете Рогачёвского района Гомельской области Беларуси.

## География

### Расположение
В 28 км на запад от районного центра и железнодорожной станции Рогачёв (на линии Могилёв — Жлобин), в 151 км от Гомеля.

### Гидрография
На западе мелиоративный канал.

## Транспортная сеть
Транспортные связи по просёлочной, затем автомобильной дороге Бобруйск — Гомель. Планировка состоит из чуть изогнутой, близкой к широтной ориентации улицы, на западе к которой присоединяется с севера переулок. Застройка двусторонняя, деревянная, усадебного типа.

## История
Основана в начале XX века переселенцами из соседних деревень как селение в Бобруйском уезде Минской губернии. Наиболее активная застройка велась в 1920-е годы. В 1931 году жители вступили в колхоз. Во время Великой Отечественной войны 19 жителей погибли на фронте. Согласно переписи 1959 года в составе совхоза «Дворец» (центр — деревня Дворец).

## Население

### Численность
- 2004 год — 30 хозяйств, 52 жителя.

### Динамика
- 1959 год — 229 жителей (согласно переписи).
- 2004 год — 30 хозяйств, 52 жителя.
- 2015 год - 5 хозяйств, 9 жителей.